# Northeast Delta Dental Stadium
Le Northeast Delta Dental Stadium est un stade de baseball, d'une capacité de 7 722 places, situé à Manchester, ville de l'État du New Hampshire, aux États-Unis.
Il est depuis son inauguration en 2005 le domicile des Fisher Cats du New Hampshire, club professionnel de baseball mineur, de niveau AA, évoluant en Ligue de l'Est et affilié au Blue Jays de Toronto.